# بریهولم (ویرجینیای غربی)
بریهولم (به انگلیسی: Braeholm) یک منطقهٔ مسکونی در ایالات متحده آمریکا است که در شهرستان لوگان، ویرجینیای غربی واقع شده‌است. بریهولم ۲۶۳٫۰۵ متر بالاتر از سطح دریا واقع شده‌است.